# Pulaski County (Illinois)
Das Pulaski County ist ein County im US-amerikanischen Bundesstaat Illinois. Im Jahr 2010 hatte das County 6161 Einwohner und eine Bevölkerungsdichte von 11,8 Einwohnern pro Quadratkilometer. Der Verwaltungssitz (County Seat) ist Mound City.

## Geografie
Das County liegt im Süden von Illinois, an der Grenze zu Kentucky, wobei der Grenzverlauf durch den Ohio River bestimmt wird. Es hat eine Fläche von 527 Quadratkilometern, wovon sieben Quadratkilometer Wasserfläche sind. An das Pulaski County grenzen folgende Nachbarcountys:
|                  | Union County | Johnson County            |
| Alexander County |              | Massac County             |
|                  |              | Ballard County (Kentucky) |

## Geschichte

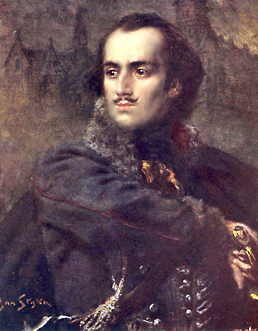
Kazimierz Pułaski

Das Pulaski County wurde am 3. März 1843 aus Teilen des Alexander County und des Johnson County gebildet. Benannt wurde es nach General Kazimierz Pułaski, einem im Exil lebenden Polen, der während der Revolution bei einem Angriff auf Savannah 1779 getötet wurde.

## Demografische Daten
Nach der Volkszählung im Jahr 2010 lebten im Pulaski County 6161 Menschen in 2529 Haushalten. Die Bevölkerungsdichte betrug 11,8 Einwohner pro Quadratkilometer. In den 2529 Haushalten lebten statistisch je 2,44 Personen.
Ethnisch betrachtet setzte sich die Bevölkerung zusammen aus 64,9 Prozent Weißen, 32,3 Prozent Afroamerikanern, 0,5 Prozent amerikanischen Ureinwohnern, 0,3 Prozent Asiaten sowie aus anderen ethnischen Gruppen; 1,9 Prozent stammten von zwei oder mehr Ethnien ab. Unabhängig von der ethnischen Zugehörigkeit waren 1,7 Prozent der Bevölkerung spanischer oder lateinamerikanischer Abstammung.
22,9 Prozent der Bevölkerung waren unter 18 Jahre alt, 58,5 Prozent waren zwischen 18 und 64 und 18,6 Prozent waren 65 Jahre oder älter. 52,5 Prozent der Bevölkerung war weiblich.

Das jährliche Durchschnittseinkommen eines Haushalts lag bei 31.173 USD. Das Pro-Kopf-Einkommen betrug 18.444 USD. 22,7 Prozent der Einwohner lebten unterhalb der Armutsgrenze.

## Ortschaften im Pulaski County
Citys
- Mound City
- Mounds

Villages
| - Karnak - New Grand Chain - Olmsted | - Pulaski - Ullin |

Unincorporated Communities
| - America - Hillerman - Levings - Meridian Heights | - North Mounds - Perks - Pryortown - Spencer Heights | - Villa Ridge - Wetaug |

## Gliederung
Das Pulaski County ist in 11 Bezirke (precincts) eingeteilt:
| Bezirk               | Einwohner (2010) | FIPS     |
| -------------------- | ---------------- | -------- |
| America precinct     | 142              | 17-91476 |
| Grand Chain precinct | 584              | 17-90612 |
| Karnak precinct      | 598              | 17-91800 |
| Mound City precinct  | 611              | 17-92178 |
| Mounds precinct      | 1319             | 17-92196 |
| Olmsted precinct     | 694              | 17-92322 |
| Perks precinct       | 230              | 17-92412 |
| Pulaski precinct     | 438              | 17-92952 |
| Ullin precinct       | 852              | 17-93474 |
| Villa Ridge precinct | 490              | 17-93564 |
| Wetaug precinct      | 203              | 17-93744 |